# Festival Aéreo de Aire25
El Festival Aéreo Aire 25 fue un evento conmemorativo celebrado los días 14 y 15 de junio de 2025 en la Base Aérea de San Javier, Murcia, España. Fue organizado con motivo del 75.º aniversario del Ejército del Aire y del Espacio y el centenario de la aviación militar en la Región de Murcia, coincidiendo con el 40.º aniversario y la despedida de la Patrulla Águila. El festival reunió a más de medio millón de asistentes y fue calificado como uno de los mayores espectáculos aéreos de la historia en España.

## Historia y contexto
El evento celebró tanto la fundación del Ejército del Aire y del Espacio en 1949 como los 100 años de historia de la aviación militar en la Región de Murcia, cuyos orígenes se remontan a la Escuela de Observadores de Los Alcázares en 1924.

## Afluencia
Durante el fin de semana, se registró una asistencia de más de 500 000 personas. El sábado se celebró una jornada estática en la base aérea de San Javier, con unos 50 000 visitantes, mientras que el domingo la afluencia superó con creces esa cifra con espectadores distribuidos a lo largo de las playas del Mar Menor. El festival superó ampliamente las cifras de ediciones anteriores como Aire06 en 2006. Aunque el Festival Aéreo de Vigo 2009 congregó a aproximadamente 400.000 personas, y el Festival Aéreo de Málaga 2009 a más de 200.000, Aire25 ha establecido un nuevo récord en términos de asistencia en España. Fue calificado por diversos medios como el festival aéreo más importante celebrado en España en décadas.
El festival aéreo Aire25 tuvo una amplia repercusión nacional e internacional. A falta de datos finales, se estima un impacto económico de varios millones de euros, superior al estudio realizado en 2024 (6 millones €).

## Exhibiciones

### Exhibición estática (14 de junio)
Incluyó más de 70 aeronaves en exposición, entre ellas cazas, aviones de transporte, helicópteros, drones y aeronaves históricas.
- Aeronaves del Ejército del Aire y del Espacio:  ￼ ￼
  - Eurofighter Typhoon (ala 14)
  - F/A‑18 Hornet (ala 12, Torrejón)  ￼
  - F‑16 Viper (solo display de la Fuerza Aérea Belga)  ￼
  - Airbus A400M Atlas (transporte estratégico)
  - CASA CN-235 (transporte táctico)  ￼
  - CASA C-295 (transporte táctico)  ￼
  - CASA C-212 Aviocar (transporte táctico y guerra electrónica)
  - Bombardier 415 (extinción)  ￼

- Helicópteros (Ejército del Aire, Armada y Tierra):
  - Boeing CH-47 Chinook (Ejército de Tierra)
  - Eurocopter Tigre (FAMET)  ￼
  - Airbus Helicopters H135 (Armada/Ejército del Aire)  ￼
  - Sikorsky S-76 Spirit (e.g., Guardia Civil, Armada)  ￼

- Aviones históricos y de fundaciones aeronáuticas:
  - North American T-6 Texan  ￼
  - Bücker Bü 131 / Bücker Jungmann (FIO, FAAQ, Antonio Quintana)
  - Beechcraft T-34 Mentor (Fundación Infante de Orleans)  ￼
  - Dornier (FIO)
  - Hispano Aviación HA-200 Saeta / Súper Saeta (FPAC / A3H)  ￼
  - North American F-86 Sabre  ￼
  - Beechcraft Modelo 18 / Twin Beech (FAAQ)
  - AISA I‑11B (Fundación Aérea de la Comunidad Valenciana)  ￼

- Aeronaves especiales e internacionales:
  - HAL Tejas (India)  ￼
  - Bell-Boeing V-22 Osprey (US Marine Corps)  ￼
  - Boeing KC-135 Stratotanker (USAF)  ￼
  - Pilatus PC-21 (academia y futura patrulla acrobática de España)  ￼
- Plataformas acrobáticas / patrullas estáticas: 
  - CASA C-101 Aviojet (dos ejemplares conmemorativos: 25.º y 40.º Aniversario Patrulla Águila)  ￼
  - Patrulla Águila (aviones estáticos junto a la entrada)  ￼
  - Patrulla Aspa y PAPEA (helicópteros estáticos)  ￼
  - Red Arrows, Patrouille Suisse, Patrouille de France, Frecce Tricolori (patrullas confiadas también espacios estáticos como presentación a público)

### Exhibición aérea (15 de junio)
Contó con más de 25 aeronaves en vuelo y la participación de patrullas acrobáticas nacionales e internacionales:
- Patrulla Águila (España)
- Red Arrows (Reino Unido)
- Frecce Tricolori (Italia)
- Patrouille de France (Francia)
- Patrouille Suisse (Suiza)

Se destacó el vuelo de despedida del avión de entrenamiento CASA C-101 Aviojet, así como de la Patrulla Águila, que fue retirado del servicio tras más de 40 años.

## Asistencia institucional
Asistieron al festival el Rey Felipe VI, para más tarde volar en el Pilatus PC-21 el sábado, la ministra de Defensa Margarita Robles, el Jefe del Estado Mayor de la Defensa (JEMAD) Teodoro Esteban López Calderón y representantes autonómicos, como la presidenta de la Comunidad de Madrid, Isabel Díaz Ayuso.

## Incidencias y emergencias
Durante el evento se registraron 83 asistencias médicas (principalmente de lipotimia), un caso grave por enfermedad cardiovascular y el impacto de un ave en la exhibición aérea del Eurofighter Typhoon, cuyo piloto pudo aterrizar de emergencia y fue atendido sin mayores consecuencias.